# Quận của tỉnh Indre
4 quận của tỉnh Indre gồm:
1. Quận Le Blanc, (quận lỵ: Le Blanc) với 6 tổng và 56 xã. Dân số của quận này là 34.603 người năm 1990, 32.897 người năm 1999, tăng trưởng dân số là 4.93%.
2. Quận Châteauroux, (tỉnh lỵ của tỉnh Indre: Châteauroux) với 11 tổng và 82 xã. Dân số của quận này là 133.291 người năm 1990, và 130.115 người năm 1999, tăng trưởng dân số là 2.38%.
3. Quận La Châtre, (quận lỵ: La Châtre) với 5 tổng và 58 xã. Dân số của quận này là 34.534 người năm 1990, và 33.275 người năm 1999, tăng trưởng dân số là 3.65%.
4. Quận Issoudun, (quận lỵ: Issoudun) với 4 tổng và 51 xã. Dân số của quận này là 35.082 người năm 1990, và 34.852 người năm 1999, tăng trưởng dân số là 0.66%.